# 李元護
李 元護（り げんご、? - 502年）は、中国の南北朝時代の武人。本貫は遼東郡襄平県。

## 経歴
李懐慶の子として生まれた。北魏が山東を平定すると、元護は父に従って江南に逃れた。成長すると身長は8尺に達し、髭は美しく、武術と膂力にすぐれた。南朝斉に仕えて、馬頭郡太守・後軍将軍・龍驤将軍を歴任した。北魏の孝文帝が鍾離までやってきたとき、元護は斉の徐州刺史の蕭恵休の使者として孝文帝に面会した。後に裴叔業の下で司馬をつとめ、汝陰郡太守を兼ねた。景明元年（500年）、裴叔業が北魏に帰順するにあたって、元護はその計画に賛同した。裴叔業が病にかかると、元護が部隊を統率して、北魏の援軍を待った。北魏の輔国将軍・斉州刺史となり、広饒県開国伯に封じられた。斉州の民の柳世明が反乱を起こすと、元護は歴城におもむき、反乱に参加した人々を誅戮した。当時の斉州は飢饉が続き、民衆は疲弊していたが、元護は軍隊の横暴を抑えることができず、刺史として治績を残すことができなかった。
景明3年（502年）夏、死去した。享年は51。平東将軍・青州刺史の位を追贈された。

## 子女
- 李会（宣威将軍・給事中、酒を好み、酔っていたところを妻の房氏に殺害された）
- 李機

## 伝記資料
- 『魏書』巻71 列伝第59
- 『北史』巻45 列伝第33